# Candidatura Ibérica para la Copa Mundial de Fútbol 2018

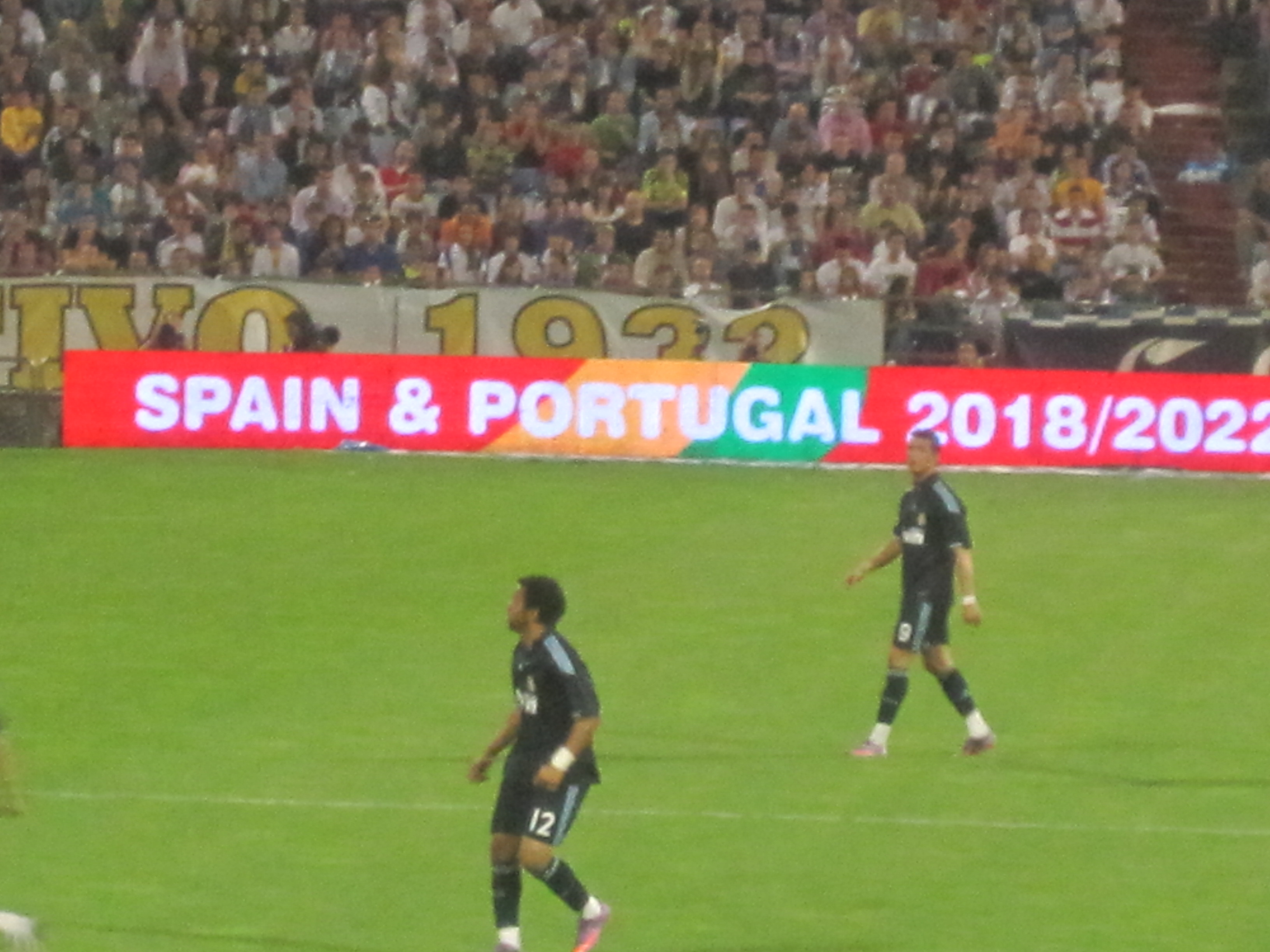
Foto donde se muestra un anuncio en campaña por la sede del mundial de fútbol Copa FIFA España/Portugal 2018.

La candidatura luso-española para la Copa Mundial de la FIFA 2018 al obtener el apoyo portugués para dicho fin, fue presentada conjuntamente por España y Portugal a la FIFA para ser elegidas como sedes conjuntas del Mundial de fútbol del año 2018. A pesar de contar con la mejor valoración del informe de la FIFA, el mundial sería posteriormente asignado a Rusia.

## Historia de la candidatura

### Desarrollo
En noviembre de 2007 surgió la iniciativa por parte del presidente de la Federación Portuguesa de Fútbol (FPF), Gilberto Madail, quien sugiere que el mundial del año 2018 sea para que Portugal lo organice, y se dijo incluso que se idearía en conjunto con su vecino España, y luego España, en conjunto con Portugal se postularon oficialmente para obtener la sede del Mundial de Fútbol a realizarse en el año 2018. Pero, con el antecedente de los desplazamientos en el Mundial Corea del Sur-Japón, y ante la obsolescencia de los estadios tanto en Portugal como España, se replantea el objetivo, aun así directivos y exfuncionarios de la asociación FIFA deciden apoyar la candidatura. La misma se presentó de forma oficial el 19 de enero de 2009. Pero el primer punto a sobreseer sería el de los estadios, que ya acusan su vejez en muchas áreas, pero no así la infraestructura vial y hotelera, puntos fuertes de la candidatura conjunta.

## Apoyo popular e institucional
El 26 de marzo de 2001, el Consejo de Ministros del gobierno de España dio formalmente el apoyo a dicho proyecto, pero pidiendo que no entorpeciera la aspiración a la candidatura olímpica de 2016. Hasta el mes de octubre, la candidatura estuvo paralizada ya que el gobierno de España pactó con el de la Comunidad de Madrid no hacer campaña pro-Mundial para no perjudicar a la candidatura de Madrid para albergar los Juegos Olímpicos de 2016.
Tras perder en la final ante la ciudad brasileña de Río de Janeiro, el Mundial se convirtió en «objetivo de Estado», perdido finalmente ante la fortísima candidatura rusa para la copa, sede que se asignó finalmente para la alegría rusa y la decepción española. Rusia mostró su intención de renovar su infraestructura, cosa que para el momento en España sería difícil de asumir, tras la crisis económica y política; acaecida desde el año 2008, impidiéndole el ser más frontal y certera para acoger el torneo mundial. Además, Rusia disponía y dispone de los fondos de los que España y Portugal carecían para la renovación de sus sedes futbolísticas.

### Zúrich
En la visita concedida por la FIFA a las posibles ciudades sedes, se denotó el amplio desarrollo en infraestructura, medios de transporte y la fortaleza en el espacio de alojamiento disponible para los posibles asistentes, pero dejó en claro que la elección sería el único medio mediante el cual la FIFA otorgaría dicha sede, y que se tendría mucho en cuenta el factor inversión, ya que los estadios españoles y portugueses denotan ya su vetustez en sus estructuras, que por falta de inversión; se han visto arruinados, y que los mismos desde el mundial español de 1982 no han sido reformados. Aún a pesar de esto, la dirigencia, la casa real española y otros sectores dieron amplio respaldo a la postulación. Pero, factores como la crisis económica y la falta de eficacia del lobby conjunto, fueron mellando el esfuerzo conjunto; aparte del amplísimo lobby diplomático adelantado por los rusos y su disposición a invertir enormes caudales de dinero, y aparte del enorme esfuerzo económico hecho en Rusia; la sede la conseguiría finalmente el país eslavo, por delante de su competencia ibérica, y gracias a la gran promesa de inversión en estadios hecha por el lobby remitido a tal fin por Vladímir Putin, presidente de Rusia.

#### Votaciones
Las votaciones hechas en Zúrich dieron finalmente la primera instancia a la candidatura conjunta y a Rusia, pero en la segunda ronda la candidatura rusa se enarboló frente al precario trabajo diplomático hecho por españoles y lusos para obtener la codiciada sede del mundial 2018.

## Problemas y polémicas
El diario inglés The Times aseguró que los estadios españoles eran «decadentes», ya que denotan una amplia falta de mantenimiento y modernización, punto que melló la candidatura hasta su fin.
Es de anotar que se han lanzado acusaciones tanto en esta elección como en la del mundial catarí, en la que se aduce que la billetera de los jeques dio hasta US$1.500 millones por la obtención de la sede del evento futbolístico para la nación árabe; a la que hasta el día de hoy hay fuerte oposición por las ligas europeas y americanas, ya que cortaría de tajo con sus calendarios futbolísticos, al tener que celebrar este evento a fin de año. Ya dichos escándalos han calado tan fuerte, que incluso se han barajado las opciones de votar de nuevo por la candidatura ibérica, e incluso; se ha anunciado que posiblemente Estados Unidos podría por segunda ocasión ser sede del evento.

## Datos relevantes

### Sedes y estadios propuestos
El Mundial de fútbol se hubiera celebrado entre los días 15 de junio (viernes) hasta el 15 de julio (domingo). En España se hubieran disputado 45 partidos y en Portugal 19. El choque inaugural hubiese sido en el Camp Nou de Barcelona y la gran final en el estadio Santiago Bernabéu en Madrid. El país luso contaba con dos ciudades sedes (Lisboa y Oporto) y tres estadios. Estos fueron construidos por motivo de la Eurocopa que albergó el país luso en el año 2004, por lo que, no se iba a invertir en nuevos estadios, ya que esos tres tenían la máxima calificación de la UEFA.
Los estadios que se hubieran utilizado en la competencia en caso de haber resultado elegida la candidatura ibérica eran los siguientes:
| Imagen | Estadio                           | Aforo  | Ciudad        | Comunidad Autónoma (ESP) / Distrito (POR) | Equipos                                      | Notas |
| ------ | --------------------------------- | ------ | ------------- | ----------------------------------------- | -------------------------------------------- | --- |
|        | Riazor                            | 32.912 | La Coruña     | Galicia                                   | RC Deportivo de La Coruña                    | Abierto en 1944. Sede de la Copa Mundial de Fútbol de 1982. Ampliación a 45.000 asientos en caso de haber sido elegido. |
|        | José Rico Pérez                   | 29.500 | Alicante      | Comunidad Valenciana                      | Hércules de Alicante CF                      | Abierto en 1974. Sede de la Copa Mundial de Fútbol de 1982. Ampliación a 40.000 asientos en caso de haber sido elegido. |
|        | Nuevo Vivero                      | 15.198 | Badajoz       | Extremadura                               | CD Badajoz                                   | Abierto en 1998. Ampliación a 48.000 asientos en caso de haber sido elegido. |
|        | Camp Nou                          | 99.354 | Barcelona     | Cataluña                                  | FC Barcelona                                 | Abierto en 1957. Ampliado por última vez en 2006. Estadio Categoría 4 de la UEFA. Sede de la Copa Mundial de Fútbol de 1982 y la Eurocopa 1964 Torneo Olímpico de Fútbol de Barcelona 1992 Final de la Copa de Europa 1988-89 y Liga de Campeones 1998-99 Final de las Recopas de Europa en 1972 y 1982 Final de la Copa de Ferias 1963-64. Sede de la inauguración del Mundial 2018 en caso de haber sido elegida la candidatura. |
|        | Olímpico Lluís Companys           | 55.926 | Barcelona     | Cataluña                                  | No cuenta con club fijo                      | Abierto en 1929. Remodelado en 1989. Estadio Categoría 4 de la UEFA. Estadio Olímpico en Barcelona 1992 Juegos Mediterráneos de 1955 Europeo de Atletismo de 2010 Mundial Junior de Atletismo 2012 |
|        | Nuevo San Mamés                   | 53.289 | Bilbao        | País Vasco                                | Athletic Club de Bilbao                      | Abierto en 2013. Finalizada su construcción en 2014. Estadio Categoría 4 de la UEFA. Final de la European Rugby Champions Cup 2017-18. |
|        | El Molinón                        | 30.000 | Gijón         | Asturias                                  | Real Sporting de Gijón                       | Abierto en 1908. Reformado entre 2009 y 2011. Sede de la Copa Mundial de Fútbol de 1982. Ampliación a 48.000 asientos en caso de haber sido elegido. |
|        | Estádio do Sport Lisboa e Benfica | 64.642 | Lisboa        | Lisboa                                    | Sport Lisboa e Benfica Selección de Portugal | Abierto en 2003. Estadio Categoría 4 de la UEFA. Sede de la Eurocopa 2004, el Mundial Sub-20 de 1991 y la Final de la Liga de Campeones 2013-14. |
|        | José Alvalade                     | 50.044 | Lisboa        | Lisboa                                    | Sporting CP                                  | Abierto en 2003. Estadio Categoría 4 de la UEFA. Sede de la Eurocopa 2004 y la Final de la Copa UEFA de 2004-05. |
|        | Santiago Bernabéu                 | 80.533 | Madrid        | Comunidad de Madrid                       | Real Madrid CF                               | Abierto en 1947. Ampliado por última vez en 2011. Estadio Categoría 4 de la UEFA. Sede de la Copa Mundial de 1982 y Eurocopa 1964. Sede de las finales de la Liga de Campeones de Europa en 1957, 1969, 1980 y 2010. Sede de la final del Mundial 2018 en caso de haber sido elegida la candidatura ibérica. |
|        | Estadio Metropolitano             | 69.600 | Madrid        | Comunidad de Madrid                       | Atlético de Madrid                           | Abierto en 1994. Sometido a un proceso de reconstrucción entre 2011 y 2017. Candidato a ser Estadio olímpico en 2012, 2016 y 2020. |
|        | Nueva Rosaleda                    | 45.000 | Málaga        | Andalucía                                 | Málaga CF                                    | Nuevo estadio programado para inagurarse en 2016 en caso de obtener la candidatura. |
|        | Nueva Condomina                   | 31.179 | Murcia        | Región de Murcia                          | Real Murcia CF                               | Abierto en 2006. Estadio Categoría 4 de la UEFA. Ampliación a 43.000 asientos en caso de haber sido elegida como sede. |
|        | Estadio do Dragao                 | 54.378 | Oporto        | Oporto                                    | FC Oporto                                    | Inaugurado en 2003. Estadio Categoría 4 de la UEFA. Sede de la Eurocopa 2004. Hubiera albergado una semifinal del Torneo en caso de haber ganado la candidatura ibérica. |
|        | Anoeta                            | 32.076 | San Sebastián | País Vasco                                | Real Sociedad                                | Abierto en 1993. Estadio Categoría 4 de la UEFA. Ampliación a 43.000 asientos en caso de haber sido elegida como sede. |
|        | Nuevo Sardinero                   | 22.222 | Santander     | Cantabria                                 | Real Racing Club de Santander                | Abierto en 1988. Se proyectó una renovación con una ampliación a 45.000 asientos en caso de haber resultado electa la candidatura. |
|        | Olímpico de La Cartuja            | 57.619 | Sevilla       | Andalucía                                 | No cuenta con club fijo                      | Abierto en 1999. Campeonato Mundial de Atletismo de 1999. Finales de la Copa Davis 2004 y 2011. Final de la Copa UEFA 2002-03 |
|        | Nuevo Mestalla                    | 75.100 | Valencia      | Comunidad Valenciana                      | Valencia CF (futura sede)                    | Inició su construcción en 2007. La obra fue paralizada en 2009, pero se hubiera continuado en caso de haber sido elegida. Hubiera sido sede de un juego semifinal del Mundial 2018. |
|        | Nuevo José Zorrilla               | 26.512 | Valladolid    | Castilla y León                           | Real Valladolid CF                           | Inaugurado en 1982. Sede de la Copa Mundial de 1982 y el Europeo Sub-21 de Rugby de 1986. Ampliación a 40.000 espectadores en caso de haber sido elegida. |
|        | Nuevo Balaídos                    | 29.000 | Vigo          | Galicia                                   | RC Celta de Vigo                             | Inaugurado en 1928. Ampliado y remodelado en 1982. Sede de la Copa Mundial de 1982. Aumento a 42.381 lugares en caso de haber sido elegida como sede. |
|        | Nuevo Estadio de San José         | 50.000 | Zaragoza      | Aragón                                    | Real Zaragoza                                | Construcción de nuevo estadio aprobado en el año 2008. |

#### Sedes y estadios descartados
Además de las sedes presentadas de manera oficial, hubo otra serie de estadios que buscaron formar parte de la candidatura ibérica, sin embargo, fueron rechazados por el comité de la candidatura o renunciaron de manera voluntaria a acoger el evento por diversos motivos.
| imagen | Estadio                | Aforo  | Ciudad             | Comunidad Autónoma (ESP) / Distrito (POR) |
| ------ | ---------------------- | ------ | ------------------ | ----------------------------------------- |
|        | Benito Villamarín      | 52.745 | Sevilla            | Andalucía                                 |
|        | Ramón Sánchez-Pizjuán  | 45.500 | Sevilla            | Andalucía                                 |
|        | Cornellà-El Prat       | 40.500 | Cornellá / El Prat | Cataluña                                  |
|        | Manuel Martínez Valero | 36.017 | Elche              | Comunidad Valenciana                      |
|        | Carlos Tartiere        | 30.500 | Oviedo             | Asturias                                  |
|        | Algarve                | 30.305 | Faro               | Faro                                      |
|        | Municipal de Braga     | 30.154 | Braga              | Braga                                     |
|        | La Rosaleda            | 30.044 | Málaga             | Andalucía                                 |
|        | Helmántico             | 17.341 | Salamanca          | Castilla y León                           |
|        | Montilivi              | 10.500 | Gerona             | Cataluña                                  |

### Cifras
Si España hubiera sido sede, su PIB se hubiera incrementado, según estudios, un 3% (30.000 millones de Euros). Según estudios de la Mesa de Turismo Española se cree que hubieran venido a España durante ese mes más de dos millones de turistas (con un gasto medio de 900 Euros cada uno). Estas cifran conseguían que se ingresaran en España más de 3.800 millones de euros, mientras que en Portugal hubieran sido 2.100 millones de euros.